# نمل مخملي
النمل المخملي أو فصيلة موتيليدي (الاسم العلمي: Mutillidae) هي فصيلة من الزنبوريات غشائيات الأجنحة، ورغم أنها لا تنتمي لفصيلة النمليات، إلا أنها تحمل اسمهم كون إناثها تبدو مثل النمل الكبير، وهي مغطاة بالشعر المخملي الكثيف المختلف الأشكال والألوان. في معظم الأنواع يكون مظهر الذكور غير ملفتا، على عكس الإناث التي تبدو مشرقة وكثيرة الشعر، وعندما يواجه النمل المخملي مفترسيه، فإن الذكور تتميز بالأجنحة، تمكنها من الطيران، بينما تبقى الإناث بسلاح لذغتها المؤلمة وألوانها الزاهية على الأرض.

## شكلها
تعتبر ألوان الإناث نوع من التحذير وإشارة للابتعاد، تماما مثل الألوان الزاهية التي يظهرها الدبور لتحذير مفترسيه من لذغته، ولكن النمل المخملي أخذ فكرة التلون هذه إلى مستوى آخر، فقد تطورت الأنواع المختلفة من النمل المخملي من خلال تقليد بعضها البعض حيث أن التشبه بالأنواع الأخرى من النمل المخملي منحها قوة كبيرة وفريدة من نوعها. ومن بين النمل المخملي في أمريكا الشمالية، يعتبر النوع المقلد الأكثر شيوعا، ففي دراسة نشرت في أغسطس 2015، تمكن الباحثون من تجميع أكثر من 300 نوع في 8 مجموعات من هذا النمل، على أساس التشابه في اللون، كثافة الشعر، والمكان. وتتنوع أشكال النمل المخملي لتشمل الفضي الناعم الذي وُجد في الصحاري الساخنة بالإضافة إلى النوع البني والأحمر والأصلع الذي وُجِد شرقي جبال روكي.

## سلاحها
يساعدها الغلاف الخارجي على حمايتها من العناكب، التي تحاول حقنها بالسم. ويعتبر اللون جزء من ترسانة النمل المخملية حيث أنها تستخدم مجموعة من الإشارات الصوتية والكيميائية الأخرى لردع الحيوانات المفترسة. عندما يشعر النمل المخملي بالخطر فإنه يصدر صوتا يشبه الصرير، وذلك من خلال تحريك أجزاء مختلفة من البطن في الداخل والخارج، وهو تحذير توجهه إلى مفترسيها وهي لاتزال بعيدة عنها، كما أنها تصدر هذا الصوت وهي داخل فم مفترسها، ليشعر هذا الأخير وكأن آلات تتحرك في فمه، يدفعه هذا الشعور المزعج إلى فتح فمه فتتمكن النملة من الهرب. كما يمكن للنملة المخملية ردع مفترسيها عن طريق الروائح، حيث أنها تفرز مواد كيميائية تتميز برائحة كريهة، وبالإضافة إلى مظهرها وصوتها المخيف ورائحتها الكريهة تعتبر النملة المخملية رشيقة وقوية بشكل ملحوظ.
تشير التقديرات إلى أن النمل المخملي يتمكن من العدو بسرعة 0.5كم / ساعة (0.3 mph)، حيث يمكنهم تحقيق هذه السرعات بفضل عضلات معينة، تُستخدم لجعل الساقين لدى الإناث أقوى. والساقين لدى النملة المخملية الأنثى قوية جدا، ويمكنها استخدامها للخروج من فم الحيوان المفترس.
كما تمتلك أنثى النملة المخملية سلاح آخر وهو لذغتها المؤلمة، ورغم أن سمها ضعيف كيميائيا بالمقارنة مع غيرها من الدبابير اللاذغة والنحل، حجم الألم الذي تسببه يعوض هذا النقص لأنه يكون قوي جدا.